# زندگی شخصی

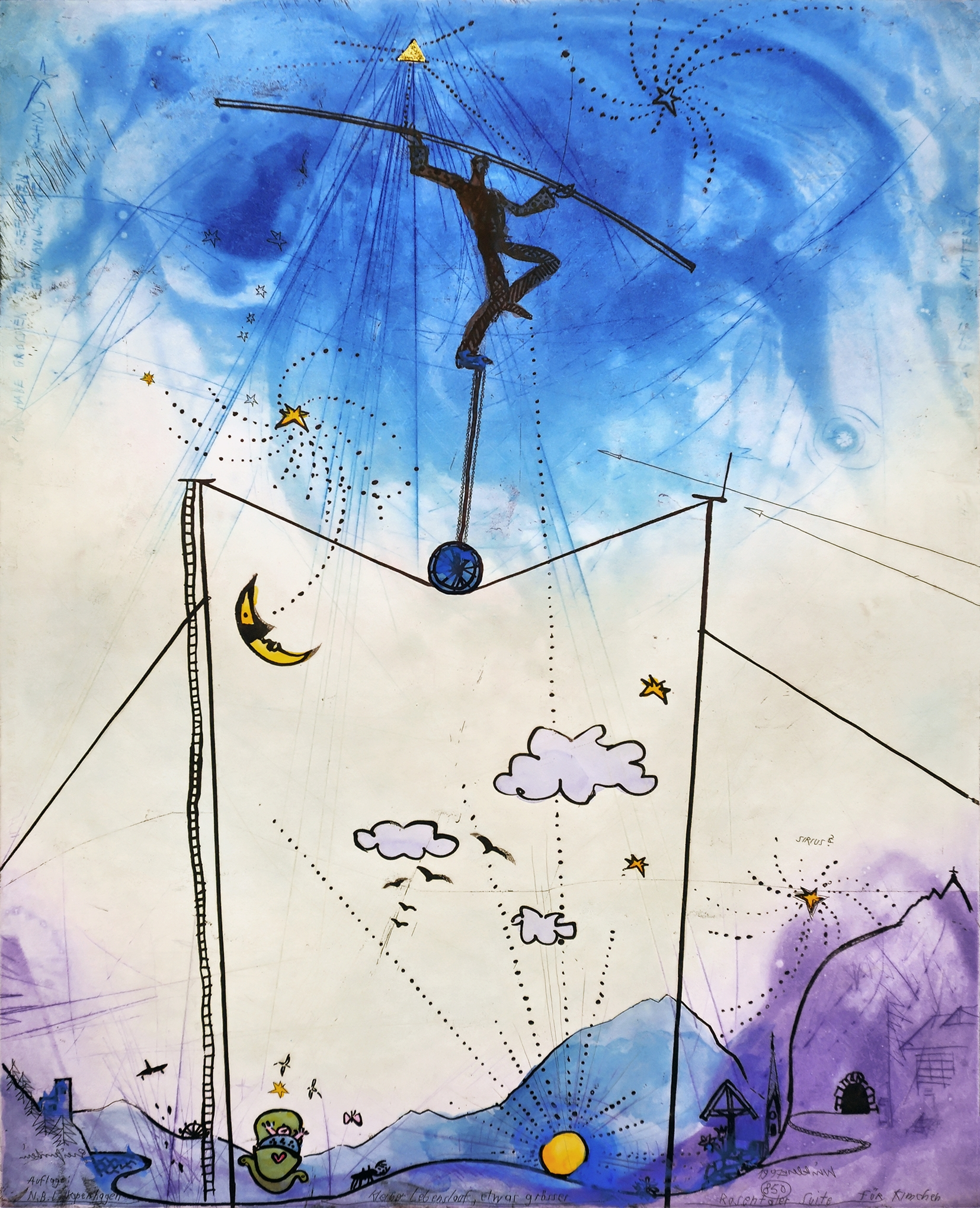
زندگی کردن همانند بندبازی است. اثر آدی هولزر (Adi Holzer) 1997.

زندگی شخصی (انگلیسی: Personal life) دوره یا وضعیت زندگی فرد است، به‌ویژه چنان‌چه به‌عنوان سرجمع انتخاب‌های شخصی‌ای به‌آن نگاه شود که به‌ایجاد هویت شخصی او کمک می‌کند.
جدا از شکارچی-گردآورندگان، بیش‌تر وقت مردمان پیشامدرن محدود به‌الزام برآوردن نیازهایی مانند غذا و سرپناه از طریق کشاورزی معیشتی می‌شد؛ اوقات فراغت نایاب بود. مردم با نقش‌های اجتماعی‌شان در اجتماع شناسایی می‌شدند، و در فعالیت‌هایی مشغول بودند که به‌جای انتخاب شخصی بر ضرورت استوار بود. حریم شخصی در چنین اجتماعاتی نادر بود.
مفهوم مدرن «زندگی شخصی» برگرفته از جهان غرب است؛ مردم مدرن به‌دنبال ایجاد تمایز میان فعالیت‌های کاری و زندگی شخصی‌شان هستند و ممکن است در جستجوی تعادل کار و زندگی باشند.